# Urban Explorer
Urban Explorer è un film del 2011 diretto da Andy Fetscher, che ne ha curato anche fotografia e montaggio.